# Boxholm (stacja kolejowa)
Boxholm (szwedzki: Boxholms station) – stacja kolejowa w Boxholm, w regionie Östergötland, w Szwecji. Została otwarta w latach 70. XIX wieku. W 1890 roku linia przechodząca przez stację została zelektryfikowana jako pierwsza w Szwecji. Sieć trakcyjna była zasilana napięciem 220 V DC. Budynek dworca służył jak wzór dla innych podobnych jako Boxholmsmodellen.

## Linie kolejowe
- Södra stambanan